# Pavel Rotmistrov

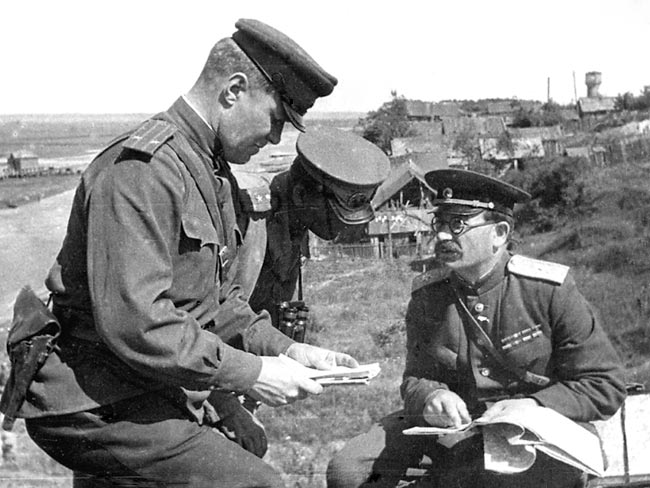
Le général Rotmistrov (à dr.) à Baryssaw, en 1944.

Pavel Alexeïevitch Rotmistrov (en russe : Павел Алексеевич Ротмистров), né le 6 juillet 1901 et mort le 6 avril 1982,  est un officier supérieur soviétique. Il est commandant des troupes blindées de l'Armée rouge pendant la Seconde Guerre mondiale, puis maréchal des troupes blindées de l'Armée soviétique. Il est également distingué par le titre de héros de l'Union soviétique.

## Biographie
Rotmistrov rejoint l'Armée rouge en 1919 et y sert pendant la guerre civile. Il prend part à l'écrasement de la révolte de Kronstadt et à la guerre russo-polonaise. Il commande un peloton et plus tard une compagnie de fusiliers dans le 31e régiment de fusiliers et la 11e division de fusiliers. En 1928, il entre à l'Académie militaire Frounzé. De 1937 à 1940, il est instructeur à l'académie militaire de Moscou. En mai 1941, il devient chef d'état-major pour le 3e corps mécanisé.
Pendant la Seconde Guerre mondiale, il commande la 5e armée blindée de la Garde pendant la bataille de Koursk et pendant l'opération Bagration. On le relève de son commandement après l'opération Bagration et il devient délégué chargé des troupes blindées de l'état-major. Il est fort possible qu'il ait été relevé de son commandement en raison des lourdes pertes subies par la 5e armée blindée de la Garde lors de la bataille de Prokhorovka puis de la bataille de Minsk. On ne lui attribua aucun commandement d'unité par la suite. Il est néanmoins promu colonel général en octobre 1943 et devient le premier maréchal des troupes blindées en février 1944.
Après la guerre, il commande les troupes mécanisées des forces soviétiques en Allemagne et il devient député du Soviet suprême et un assistant au ministère de la Défense. Il devient premier maréchal en chef des troupes blindées le 28 février 1962. D'avril 1964 à juin 1968, il est vice-ministre de la Défense pour la formation militaire. De juin 1968 à avril 1982, il est inspecteur général au sein du Groupe des inspecteurs généraux du ministère de la Défense.
Il meurt à Moscou le 6 avril 1982. Il est enterré au cimetière de Novodevitchi.

## Promotions
- 21 juillet 1942 : major-général des troupes blindées
- 29 décembre 1942 : lieutenant-général des troupes blindées
- 20 octobre 1943 : colonel-général des troupes blindées
- 8 août 1955 : maréchal des troupes blindées
- 28 avril 1962 : maréchal en chef des troupes blindées

## Distinctions
Principaux titres et décorations :
- Héros de l'Union soviétique le 7 mai 1965 (médaille no 10688)
- Six fois l'ordre de Lénine  (1942, 1944, 1945, 1961, 1965, 1981)
- Ordre de la révolution d'Octobre (1971)
- Quatre fois l'ordre du Drapeau rouge (1921, 1944, etc., 1968)
- Ordre de Souvorov de 1re classe (1944)
- Ordre de Koutouzov de 2e classe (1943)
- Ordre de Souvorov de 2e classe (1943)
- Ordre de l'Étoile rouge (1940)
- Ordre du Service pour la Patrie dans les Forces armées (1975)

## Source
- (en) Cet article est partiellement ou en totalité issu de l’article de Wikipédia en anglais intitulé « Pavel Rotmistrov » (voir la liste des auteurs).